# Dragon's Lair (jeu vidéo, 1990)
Cet article concerne le jeu NES sorti en 1990. Pour le jeu d'arcade sorti en 1983, voir Dragon's Lair (jeu vidéo, 1983).
 (mai 2017).
Si vous disposez d'ouvrages ou d'articles de référence ou si vous connaissez des sites web de qualité traitant du thème abordé ici, merci de compléter l'article en donnant les références utiles à sa vérifiabilité et en les liant à la section « Notes et références ».
Dragon's Lair est un jeu vidéo de plate-formes à défilement horizontal vaguement basé sur le jeu d'arcade éponyme. Il est sorti sur NES et développé par MotiveTime. Le synopsis du jeu est le même que le jeu d'arcade (un chevalier nommé Dirk part seul à l'assaut d'un immense château rempli de monstres pour libérer une princesse, nommée Daphne, retenue prisonnière par un dragon géant).

## Système de jeu
Le jeu est à défilement horizontal. Dirk peut marcher, se baisser, sauter en avant et tirer des flèches. La disposition de la manette est inversée par rapport à d'autres titres NES traditionnels, avec Select fonctionnant comme bouton Pause tandis que Start est utilisé pour la bougie (qui permet de révéler des armes cachées). Aussi, B est utilisé pour le saut, et A pour attaquer (l'entrée des boutons A et B est presque toujours le contraire dans les autres jeux NES similaires).
Le jeu comporte 4 niveaux :
- "Entering the entrance hall"
- "Entering the mines"
- "Entering the reapers domain"
- "Entering the Dragon's lair"

Ces niveaux sont accessibles depuis un "ascenseur" s’arrêtant à plusieurs étages, lesquels sont les différents niveaux. Mais il faudra faire attention car après chaque niveau, l’ascenseur redémarre depuis le 1er étage (donc le 1er niveau) et ainsi de suite.

## Réception
Le jeu a reçu de mauvaises critiques en raison de ses faibles contrôles, ses mouvements pénibles et son immense niveau de difficulté ; par exemple, le personnage meurt en un seul coup à cause de presque tous les ennemis. 
AllGame donne au jeu une étoile et demi et le commentant : « Un mot : frustration ».
Le Joueur du Grenier a dédié plusieurs vidéos au jeu,,, affirmant à propos de celui-ci qu'il est « l'un des jeux les plus durs du monde » ; qu'il n'est « tout simplement pas finissable » (bien qu'il y soit finalement parvenu en utilisant des sauvegardes sur émulateur, ou savestates), ou encore qu'il est « stupidement dur et impossible, comme Rambo » (Rambo: First Blood Part II, 1986, NES).

## Divers
- Dragon's Lair est également sorti en 1992 sur Super Nintendo, dans une version très différente.